# Darkslide
Darkslide är ett skateboardtrick när man vänder brädan upp-och-ner, grindar på till exempel ett räcke, och sedan vänder tillbaka brädan och landar.